# Tolhuin
Tolhuin – miasto w południowej Argentynie, w departamencie Tolhuin, prowincji Ziemia Ognista, Antarktyda i Wyspy Południowego Atlantyku. Miejscowość leży nad wschodnim brzegiem jeziora Fagnano. Jego nazwa pochodzi od słowa Tol-wen z języka selk'nam i oznacza "serce". Od Tolhuin drogą do Ushuaia jest 111 km, a do Río Grande 105 km. Według spisu ludności z 2010 roku miejscowość zamieszkuje 2 626 ludzi. Jest to najmłodsze, a zarazem trzecie co do wielkości miasto na Ziemi Ognistej. utrzymuje się ono głównie z turystyki.

## Bibliografia

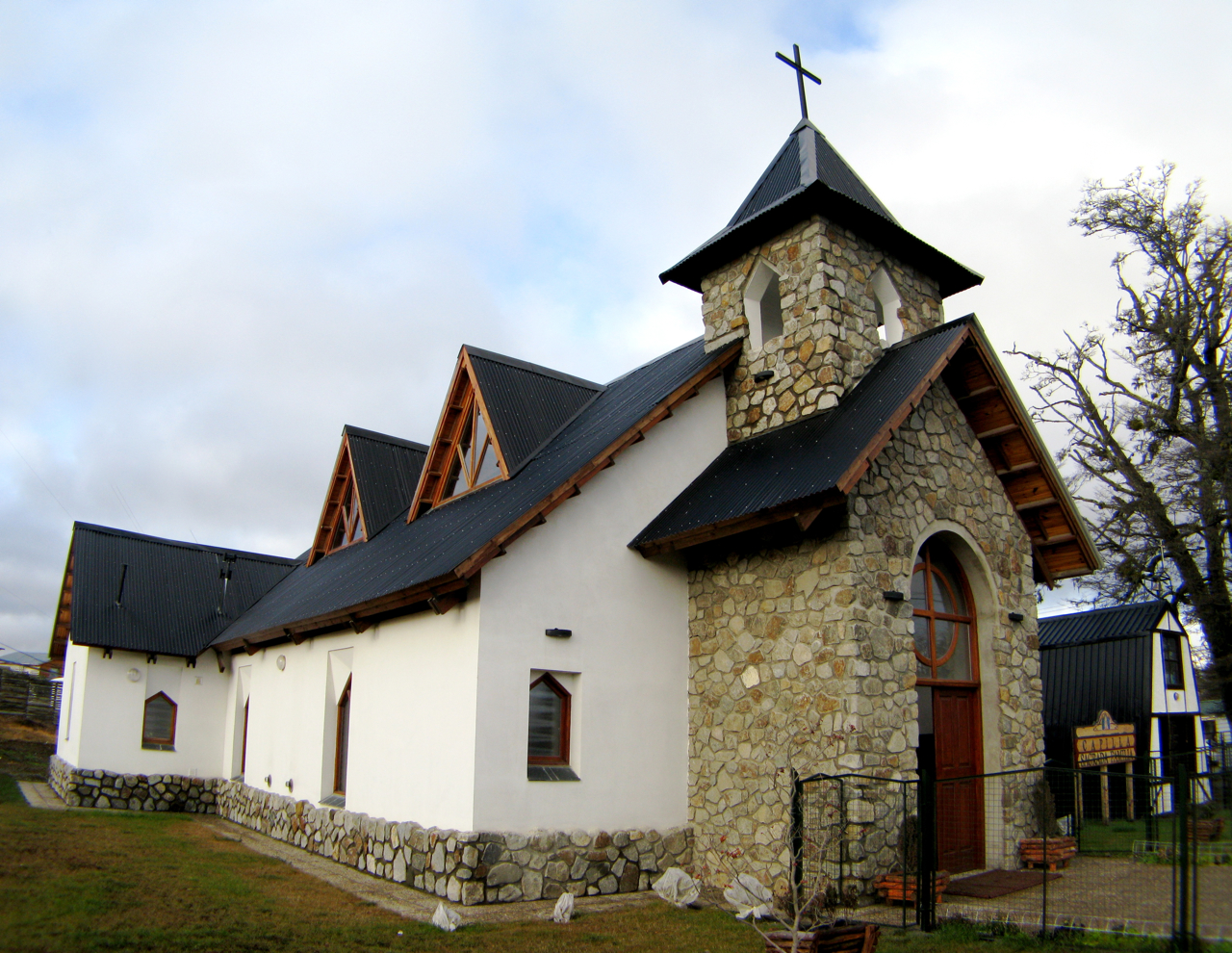
Kościół w Tolhuin